# Rouven Israel
Rouven David Israel (* 25. Februar 1994 in Karlsruhe) ist ein deutscher Schauspieler.

## Leben
Israel besuchte von 2013 bis 2015 die First Take Schauspielakademie in Köln. Außerdem belegte er 2015 für seine Filmrollen einen Workshop am Giles Foreman Centre for Acting in London.
Seit 2014 steht Israel für Film- und Fernsehrollen vor der Kamera. In der 3. und 4. Staffel der Fernsehserie Der Lehrer gehörte er als Schüler Ludger zur festen Nebenbesetzung. In der VOX-Serie Club der roten Bänder (2015) hatte er ebenfalls eine durchgehende Serienrolle; er spielte Marvin, einen Kumpel der Serienhauptfigur Alex (Timur Bartels). 
Seine erste Hauptrolle hatte er an der Seite von Matthias Habich, Julia Jäger und Ulrike C. Tscharre in dem Fernsehfilm Matthiesens Töchter, der im April 2016 auf Das Erste erstausgestrahlt wurde. Er spielte den sensiblen „105-Kilo-Wonneproppen“ David, den Enkel des alten, verschuldeten Alkoholikers Matthiesen.
In der Fernsehserie Heiter bis tödlich: Hubert und Staller spielte er in der Folge Schwer erziehbar (Erstausstrahlung: April 2016) den Problem-Jugendlichen Paul dar. Im April 2016 war Israel außerdem in der ZDF-Serie Notruf Hafenkante in einer Episodenrolle zu sehen. Er spielte den Mieter Sven Gust, einen aggressiven Hooligan. In der Rosamunde-Pilcher-Fernsehreihe des ZDF war Israel in dem Fernsehfilm Ex & Liebe (Erstausstrahlung: Oktober 2016) in einer Nebenrolle zu sehen; er spielte den Kfz-Mechaniker und Werkstatt-Mitbesitzer Hank, den besten Kumpel der männlichen Hauptfigur Bruno Brown (Florian Wünsche). In dem Fernsehfilm Der mit dem Schlag (Erstausstrahlung: Januar 2017 auf arte) spielte er Matthes, einen Psychiatrieinsassen, der in seiner Vorstellung fiktive Computerspiele nachspielt.
In der ZDFneo-Miniserie Bruder – Schwarze Macht (Erstausstrahlung Oktober/November 2017) übernahm Israel eine durchgehende Serienhauptrolle, den übergewichtigen, im Kopf nicht besonders hellen Halbkriminellen Tobi, den besten Freund der männlichen Hauptfigur Melih (Yasin Boynuince), der sich aufgrund Propagandavideos und Verschwörungstheorien für den Salafismus zu interessieren beginnt und seinen deutsch-türkischer Freund in diese religiösen Kreise mithineinzieht. In der 18. Staffel der ZDF-Serie SOKO Leipzig (Erstausstrahlung ab September 2018) übernahm Israel eine Episodennebenrolle als Berufsschüler Robin Henke, der illegale Waffengeschäfte macht und illegale Autorennen organisiert. 
In der 9. Staffel der TV-Serie In aller Freundschaft – Die jungen Ärzte (2023) übernahm er eine Episodenhauptrolle als Türsteher Dominik Reimann, der wegen eines Stromschlags behandelt werden muss. Im vorletzten Film der Krimireihe Kommissarin Lucas, Helden wie wir (2023), spielte er den Angreifer und Tatverdächtigen Jan Böhm. Im Kölner Tatort: Pyramide (2024) hatte Israel eine „eindrucksvolle Hauptrolle“ als dubioser Investment-Verkäufer André Stamm.
Israel lebt in Köln.

## Filmografie (Auswahl)
- 2015: Club der roten Bänder (Fernsehserie, Seriennebenrolle)
- 2015–2016: Der Lehrer (Fernsehserie, Seriennebenrolle)
- 2015–2016: Pendler und andere Helden (Webserie)
- 2016: Matthiesens Töchter (Fernsehfilm, Hauptrolle)
- 2016: Heiter bis tödlich: Hubert und Staller (Fernsehserie, Folge Schwer erziehbar)
- 2016: Notruf Hafenkante (Fernsehserie, Folge Explosive Lage)
- 2016: Rosamunde Pilcher: Ex & Liebe (Fernsehreihe)
- 2016: Radio Heimat (Spielfilm)
- 2016: Der mit dem Schlag (Fernsehfilm)
- 2017: Bruder – Schwarze Macht (Fernsehserie)
- 2018: Billy Kuckuck – Margot muss bleiben! (Fernsehfilm)
- 2018: SOKO Leipzig (Fernsehserie, Folge Gefährliches Vorbild)
- 2018: SOKO München (Fernsehserie, Folge Tod unter Brücken)
- 2018: Tatort: Der Turm (Fernsehreihe)
- 2019: Club der roten Bänder – Wie alles begann
- 2020: Heldt (Fernsehserie, Folge Flug des Todes)
- 2021: Wild Republic (MagentaTV-Serie, 8 Folgen)
- 2021: Start the fck up (Fernsehserie, Folge Egomania)
- 2022: Bettys Diagnose (Fernsehserie, Folge Er gehört zu mir)
- 2022: King of Stonks (Netflix-Serie, 5 Folgen)
- 2022: Das weiße Schweigen (Fernsehfilm)
- 2023: In aller Freundschaft – Die jungen Ärzte (Fernsehserie, Folge Bündnis)
- 2023: Kommissarin Lucas – Helden wie wir (Fernsehreihe)
- 2023: Hubert ohne Staller (Fernsehserie, Folge Spiel Satz Sarg)
- 2024: Tatort: Pyramide (Fernsehreihe)
- 2024: Tatort: Dein gutes Recht (Fernsehreihe)